# Ricardo Di Izeppe
Ricardo Di Izeppe (São Paulo, 19 de julho de 1977), mais conhecido como Ricardinho, é um ex-jogador e atual treinador brasileiro de futsal. Atualmente, treina o Magnus.

## Carreira
Durante sua carreira, atuou como fixo e passou por vários clubes, até encerrar sua carreira em 2016 pelo Magnus. Após sua aposentadoria, exerceu o cargo de auxiliar técnico de Fernando Ferretti na equipe sorocabana. Em 6 de fevereiro de 2018, foi efetivado como treinador da equipe.
Pelo Magnus Futsal, Ricardinho participou das conquistas da Liga Futsal de 2014, do Campeonato Sul-Americano de Clubes de Futsal de 2015 e do Copa Intercontinental de Futsal 2016 como jogador; e da Supercopa do Brasil de Futsal de 2018, Copa Intercontinental de Futsal 2018, Copa Intercontinental de Futsal 2019 e Liga Nacional de Futsal de 2020 como treinador, fazendo dele um dos principais treinadores da atualidade no país.